# Comitatul Davis, Utah
Comitatul Davis este situat  în statul Utah din Statele Unite. Sediul acestuia este Farmington. Conform recensământului din anul 2000, populația comitatului a fost de 238.994 de locuitori.

## Demografie
|  | Graficele sunt indisponibile din cauza unor probleme tehnice. Mai multe informații se găsesc la Phabricator și la wiki-ul MediaWiki. |

Date: Wikidata - grafică realizată de Wikipedia